# 거즈더그 다니엘
거즈더그 다니엘(헝가리어: Gazdag Dániel, 1996년 3월 2일 ~ )은 헝가리의 축구 선수로 현재 미국 메이저 리그 사커의 콜럼버스 크루에서 미드필더로 활약 중이며 헝가리 국가대표팀의 일원으로도 활약하고 있다.

## 구단 경력

### 부다페스트 혼베드
거즈더그는 2014년 9월, 부다페스트 혼베드에서 데뷔하였다. 2015년 6월, 그는 혼베드와의 계약을 2019년까지 연장하였다. 2016–17년 시즌 동안 거즈더그는 팀의 주전 선수로 자리잡았고, 해당 시즌에 팀은 넴제티 버이녹샤그 I 우승을 차지하였다. 2019년에는 혼베드와의 계약을 2022년까지 연장하였다.

### 필라델피아
2021년 5월, 거즈더그는 메이저 리그 사커의 필라델피아 유니언와 계약을 체결했다. 그의 2년 계약은 약 180만 달러에 달하는 미공개 이적료에 3년차와 4년차 구단 옵션을 포함한다. 5월 23일, 그는 D.C. 유나이티드와의 1-0 승리에서 교체 선수로 데뷔했다. 그는 2021 시즌에 4골을 넣었다. 2022년 7월 23일, 거즈더그는 필라델피아 유니언 소속으로 시즌 10호 골을 넣으며 유니언의 최고 득점자로서의 지위를 굳혔다. 2022년 8월 27일, 그는 콜로라도 래피즈와의 유니언 경기에서 자신의 커리어 첫 해트트릭을 기록하며 MLS 시즌 16호 골을 기록했다. 이로 인해 그는 MLS 최고 득점자 중 최고 순위 (2위)에 올랐다.

## 국가대표팀 경력
거즈더그는 2019년 9월 5일 몬테네그로와의 친선 경기에서 헝가리 국가대표팀 데뷔 전을 치렀다.
그는 2021년 3월 31일 안도라와의 경기에서 첫 골을 기록했다.
2021년 6월 1일, 거즈더그는 일정이 변경된 UEFA 유로 2020 대회에서 헝가리 국가대표로 최종 26명의 선수단에 포함되었다. 그는 경기에 출전하지 못한 채 부상으로 인해 6월 16일 선수단에서 탈퇴했다.
2022년 6월 14일, 거즈더그는 잉글랜드와의 UEFA 네이션스리그 경기에서 4-0으로 이기면서 헝가리의 4번째 골을 기록했다.
2024년 5월 14일, 거즈더그는 UEFA 유로 2024 대회에서 헝가리 국가대표 선수단에 이름을 올렸다. 그는 토너먼트에 한 경기 출전했는데, 독일과의 경기에서 87분에 버르거 버르너바시와 교체 투입되어 2-0으로 졌다.